# Pieter Boudewyn van der Aa
Pieter Boudewyn van der Aa (fl. XVIII secolo) è stato un tipografo olandese.

## Biografia
Incisore e tipografo, era figlio dello scultore Boudewyn Pieterszoon van der Aa, oltre che fratello dell'artista Hillebrand van der Aa e dell'editore Pieter van der Aa. Fu attivo tra il 1700 e il 1750.